# Alphabet pan-nigérian

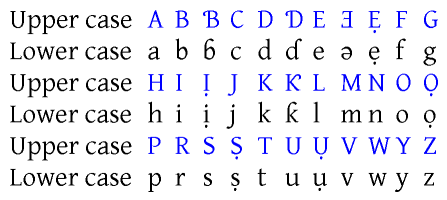
alphabet pan-nigérien

Cette page contient des caractères spéciaux ou non latins. S’ils s’affichent mal (▯, ?, etc.), consultez la page d’aide Unicode.
L'alphabet pan-nigérian est un ensemble de caractères latins comprenant des lettres diacritées et des lettres supplémentaires. Il a été conçu pour que l'on puisse, en théorie, écrire toutes les langues du Nigeria (plus de 250 selon la méthode de décompte, parmi lesquelles le yoruba, le haoussa, l'igbo, le peul, l'édo etc.) au moyen d'un même ensemble de signes. Outre les diacritiques créant de nouvelles lettres, il en existe d'autres, plus ou moins souvent utilisés, permettant de noter les tons des langues, comme l'accent aigu, l'accent grave, l'accent circonflexe, le macron, etc.
En pratique, l'alphabet pan-nigérian ne permet pas la transcription écrite de toutes les langues du Nigeria mais a pu servir de référence à la mise en place d'autres alphabets pour l'Afrique, comme l'alphabet international de Niamey. Plusieurs orthographes définies par la suite pour d’autres langues dans les manuels de la collection Orthographies of Nigerian Languages utilisent des lettres qui ne font pas partie de l’alphabet pan-nigérian.

## Histoire
C'est dans les années 1980 que le gouvernement du Nigeria, et plus précisément son National Language Centre, a décidé, pour uniformiser à l'écrit une situation linguistique complexe (on peut recenser plus de 250 langues dans ce pays, qui ne sont pas forcément écrites), de mettre au point un ensemble de caractères susceptibles de transcrire toutes les langues du territoire. Il fallait aussi prévoir un alphabet que l'on pût retrouver sur les machines à écrire, outil administratif important. Lors d'un colloque consacré à la question des machines à écrire tenu en 1983 à Bénin, la maquette proposée en 1981 par le professeur de linguistique Kay Williamson et retouchée par des linguistes nigérians a été officiellement considérée comme le point de départ d'une recherche formelle.
Hermann Zapf, professeur et calligraphe allemand, en a donné la version définitive.

## Graphèmes
Il n'y a, dans cet alphabet théorique (toutes les langues n'utilisent bien sûr pas toutes les lettres possibles), aucun digramme. Le modèle a été finalisé par Hermann Zapf. Le voici sans les diacritiques annexes (É é, È è et Ê ê) :
| Capitale  | A | B | Ɓ | C | D | Ɗ | E | Ǝ | Ẹ | F | G |
| Minuscule | a | b | ɓ | c | d | ɗ | e | ǝ | ẹ | f | g |
| Capitale  | H | I | Ị | J | K | Ƙ | L | M | N | O | Ọ |
| Minuscule | h | i | ị | j | k | ƙ | l | m | n | o | ọ |
| Capitale  | P | R | S | Ṣ | T | U | Ụ | V | W | Y | Z |
| Minuscule | p | r | s | ṣ | t | u | ụ | v | w | y | z |

Le voici tel que présenté dans les années 1980 par la firme Olivetti au National Language Centre du Nigeria pour un projet de machine à écrire :
| ^ ´       | ^ ´       | ^ ´       | ^ ´       | 1         | 1         | 1         | 1   | " 2 | " 2 | " 2 | " 2 | / 3 | / 3 | / 3 | / 3 | - 4 | - 4 | - 4 | - 4 | ₦ 5 | ₦ 5 | ₦ 5 | ₦ 5 | = 6 | = 6 | = 6 | = 6 | – 7 | – 7 | – 7 | – 7 | \| 8 | \| 8 | \| 8 | \| 8 | ( 9 | ( 9 | ( 9 | ( 9 | ) 0 | ) 0  | ) 0  | ) 0  | Ɗ ɗ  | Ɗ ɗ  | Ɗ ɗ  | Ɗ ɗ  | Ƙ ƙ  | Ƙ ƙ   | Ƙ ƙ   | Ƙ ƙ   | back space | back space | back space | back space | back space | back space | back space | back space |
| \|<─ ─>\| | \|<─ ─>\| | \|<─ ─>\| | \|<─ ─>\| | \|<─ ─>\| | \|<─ ─>\| | Q         | Q   | Q   | Q   | W   | W   | W   | W   | E   | E   | E   | E   | R   | R   | R   | R   | T   | T   | T   | T   | Y   | Y   | Y   | Y   | U   | U   | U    | U    | I    | I    | I   | I   | O   | O   | O   | O    | P    | P    | P    | P    | Ụ    | Ụ    | Ụ    | Ụ     | Ị     | Ị     | Ị          | Ị          | enter      | enter      | enter      | enter      | enter      | enter      |
| caps lock | caps lock | caps lock | caps lock | caps lock | caps lock | caps lock | A   | A   | A   | A   | S   | S   | S   | S   | D   | D   | D   | D   | F _ | F _ | F _ | F _ | G   | G   | G   | G   | H   | H   | H   | H   | J _ | J _  | J _  | J _  | K    | K   | K   | K   | L   | L   | L    | L    | Ẹ    | Ẹ    | Ẹ    | Ẹ    | Ǝ ǝ  | Ǝ ǝ  | Ǝ ǝ   | Ǝ ǝ   | Ṣ     | Ṣ          | Ṣ          | Ṣ          |            |            |            |            |            |
| shift     | shift     | shift     | shift     | shift     | < >       | < >       | < > | < > | Z   | Z   | Z   | Z   | Ɓ ɓ | Ɓ ɓ | Ɓ ɓ | Ɓ ɓ | C   | C   | C   | C   | V   | V   | V   | V   | B   | B   | B   | B   | N   | N   | N   | N    | M    | M    | M    | M   | ; , | ; , | ; , | ; , | : .  | : .  | : .  | : .  | ! ?  | ! ?  | ! ?  | ! ?  | shift | shift | shift | shift      | shift      | shift      | shift      | shift      | shift      | shift      | shift      |
| ctrl      | ctrl      | ctrl      | ctrl      | ctrl      | fn        | fn        | fn  | fn  | cmd | cmd | cmd | cmd | alt | alt | alt | alt |     |     |     |     |     |     |     |     |     |     |     |     |     |     |     |      |      |      |      |     | alt | alt | alt | alt | menu | menu | menu | menu | ctrl | ctrl | ctrl | ctrl |       |       |       |            |            |            |            |            |            |            |            |
|           |           |           |           |           |           |           |     |     |     |     |     |     |     |     |     |     |     |     |     |     |     |     |     |     |     |     |     |     |     |     |     |      |      |      |      |     |     |     |     |     |      |      |      |      |      |      |      |      |       |       |       |            |            |            |            |            |            |            |            |

## Remarques
Le diacritique souscrit des lettres qu'on a citées là sous la forme Ẹ, Ṣ, etc., n'est normalement pas un point souscrit mais une barre verticale souscrite. On devrait donc écrire E̩, S̩, etc. Les graphies avec le point, cependant, sont de plus en plus courantes, des caractères précomposés étant prévus par Unicode, au contraire des graphies avec barre souscrite.[réf. nécessaire]
On remarque une influence directe de la linguistique dans la création de l'alphabet : des symboles comme ɓ, ɗ, ǝ et ƙ sont en effet directement empruntés à l'alphabet phonétique international avec la même valeur phonétique. L'absence de symboles comme ŋ, ɛ et ɔ, largement repris dans d'autres alphabets latins d'Afrique (consulter Alphabet international de Niamey), est cependant notable. C'est sans doute ces lacunes qui expliquent son faible succès.

## Inventaire actuel
Actuellement, le stock de caractères nécessaire pour les orthographes des langues du Nigeria est le suivant :

| Caractères | Langues |
| ---------- | --- |
| ā          | |
| a̱          | cishingini, hyam, kaje                                                                                               |
| ạ          | abua, degema, egene, odual                                                                                           |
| ḅ          | abua, degema, egene, kalabari (ibani, okrika), odual                                                                 |
| ɓ          | angas, bade, bole, cishingini, ɗuwai, haoussa, ngizim                                                                |
| ḍ          | abua, degema, egene, kalabari (okrika), odual                                                                        |
| ɗ          | angas, bade, bole, cishingini, haoussa, ngizim                                                                       |
| e̱          | emai, hyam |
| ẹ          | abua, degema, efik, egene, ekpeye, gokana, kalabari (ibani, okrika), odual, ogba, yoruba                             |
| ɛ          | birom, eleme, koro wachi                                                                                             |
| ə          | bade, ɗuwai (Ə, ə), ejagham (Ə, ə), ibibio, ngizim                                                                   |
| ḥ          | angas |
| ị          | abua, degema, efik, egene, ekpeye, ibibio, igbo, kalabari (ibani, okrika), ndoni, odual, ogba                        |
| ɨ          | |
| i̱          | hyam |
| ƙ          | haoussa |
| ṅ          | igbo |
| ṇ          | angas |
| ŋ          | bade, ɗuwai, ejagham                                                                                                 |
| ñ          | ibibio, kalabari (okrika)                                                                                            |
| n̄          | obolo |
| o̱          | emai |
| ọ          | abua, degema, efik, egene, ekpeye, gokana, ibibio, kalabari (ibani, igbo, okrika), ndoni, obolo, odual, ogba, yoruba |
| ɔ          | birom, eleme, koro wachi                                                                                             |
| ʌ          | ibibio |
| r̃          | ɗuwai |
| ṣ          | yoruba |
| ụ          | abua, degema, efik, egene, ekpeye, ibibio, igbo, kalabari (ibani, okrika), ndoni, odual, ogba                        |
| u̱          | kaje |
| ʉ          | ejagham |
| ʼw         | cishingini |
| ʼy         | bade, bole, cishingini, ɗuwai, haoussa, ngizim                                                                       |
| ẓ          | angas, egene |
| ʼ          | cishingini |